# Серяпов, Василий Васильевич
Васи́лий Васи́льевич Серя́пов (род в 1939 году) — советский строитель. Герой Социалистического Труда (1974).

## Биография
Родился в 1939 году в селе Давыдово Тамбовской области
С 1960 по 1962 годы служил в Советской Армии, с 1962 года работал на строительстве ЗСМК. Участвовал в возведении ЦОФ, 4-й и 5-й коксовых батарей. С 1970 по 1975 годы возводил 2-й конвертерный цех ЗСМК, блюминг. Бригада Серяпова взяла на себя социалистическое обязательство — сдавать каждый объект на 5 дней раньше срока. Закончил Новокузнецкий строительный техникум. Избирался депутатом Заводского районного совета.

## Награды
- Золотая звезда Героя Социалистического Труда.
- 2 ордена Ленина (21 декабря 1970; 8 января 1974)
- медали.